# Eternal Journey
Eternal Journey est un groupe de metal progressif et de néo-prog allemand, originaire de Cologne.

## Biographie
Eternal Journey est formé à Cologne en 2007 par le guitariste et multi-instrumentiste Alexandros S. Papatheodorou, qui contrôle l'écriture, l'enregistrement et le mixage. Eternal Journey est d'abord un projet personnel mais aussi un groupe car il s'entoure de nombreux chanteurs - provenant, pour la plupart, du heavy metal - et de divers musiciens. La même année, le groupe publie son premier EP, Eternal Journey: A Space Metal Adventure.
En 2010, le groupe publie son premier album studio, intitulé Threshold of Pain, en indépendant. En 2015 sort le deuxième album du groupe, Nebular.

## Style musical
Le style musical du groupe mêle les opposés: guitares brutales ou lyriques, orchestration symphonique et musique psychédélique, chant limpide et grognements. Parmi leurs influences, on peut citer Dream Theater, Ayreon et Opeth, mais aussi Pink Floyd. La presse spécialisée qualifie le style musical du groupe sous le terme notable de « space opera ».

## Discographie
- 2008 : A Space Metal Adventure
- 2010 : Threshold of Pain
- 2015 : Nebular

## Membres

### Membre actuel
- Alexandros S. Papatheodorou - multi-instruments

### Anciens membres
- Joe Mizzi - voix
- Mathias Zimmer - voix
- Tobias Irae - voix, guitares
- Leonie Ludwig - voix
- Thanasis Lightbridge - synthétiseur
- Nils Lesser - guitares